# Pametna kartica
Pametna kartica je plastična kartica z vgrajenim mikroprocesorjem in pomnilnikom. Leta 1974 jo je izumil francoski novinar Roland Moreno. Shrani lahko na primer osebne podatke, identifikacijo in podrobnosti bančnega računa, tako da jo lahko uporabljamo kot kreditno ali debetno kartico. Na kartico nakažemo denar, ki ga potem elektronsko porabimo, nato pa po potrebi naložimo novega. Druge možnosti uporabe segajo od »ključa« hotelskih vrat pa do potnega lista.
V Sloveniji je primer pametne kartice kartica zdravstvenega zavarovanja.